# Stade anal
Pour les articles homonymes, voir Anal.
Pour un article plus général, voir Sexualité infantile (psychanalyse).
 (décembre 2023).
Si vous disposez d'ouvrages ou d'articles de référence ou si vous connaissez des sites web de qualité traitant du thème abordé ici, merci de compléter l'article en donnant les références utiles à sa vérifiabilité et en les liant à la section « Notes et références ».
Le stade anal désigne en psychanalyse la deuxième phase de l'évolution psycho-sexuelle d'un bébé humain. Selon Freud, il succède au stade oral et se caractérise par une focalisation de l'enfant sur la région rectale.
| Stade oral      | → | Stade anal (+ oral) | → | Stade phallique (+oral, +anal)       | → | Période de latence (+oral, +anal, +phallique) | → | Stade génital |
|                 |   |                     |   |                                      |   |                                               |   |               |
| Jusqu'à 18 mois |   | De 18 mois à 3 ans  |   | De 3 ans à 7 ans Situation œdipienne |   | Dès 7-8 ans                                   |   | Adolescence   |

## Description de la théorie du stade anal
- Si vous ne connaissez pas le sujet, laissez ce bandeau (vous pouvez alors contacter les auteurs).
- Si vous supprimez le contenu mis en cause (vous pouvez préalablement contacter les auteurs),

argumentez précisément cette suppression dans la page de discussion
(un manque de référence n'est pas un argument ; une recherche réelle de référence doit avoir été effectuée, être formellement documentée).
Selon la théorie freudienne, cette période se joue de 2 à 3 ans en moyenne. L'enfant découvre le plaisir que lui procure le fait de retenir les matières fécales (rétention) ou de les expulser (défécation). C'est aussi, à cet âge, la période d'opposition. Dans le stade anal et selon la théorie, la perte des excréments est assimilée, par le jeune enfant, à la perte d'une partie de son corps ; l'enfant peut en être angoissé.
Le « fruit social » de ce stade anal est l'autonomie dans l'espace.
Vers deux ans, l'enfant commence à maîtriser ses sphincters, et l'anus devient, selon la théorie du stade anal, une zone érogène sous l'influence de l'exigence de propreté exprimée par les parents. L'anus, zone de passage entre l'intérieur du corps et le monde extérieur, est soumis à la volonté de l'enfant qui s'aperçoit qu'il peut empêcher l'expulsion et en retire donc un plaisir de rétention découlant de l'application de sa volonté. Il prend progressivement conscience du soulagement lié au fait de laisser sortir : c'est la découverte du plaisir d'expulsion. Selon cette théorie, il est fréquent que l'enfant s'intéresse à ses selles et les manipule, les explore ou les exhibe (comme il le fait également avec ses jouets).
Les fèces stimulent la zone érogène, et sont perçues, selon cette théorie, comme une partie du corps perdue. Cette partie est valorisée et peut donc servir d'objet d'échange. Aimer signifie à ce stade donner et garder, la possessivité est l'un des aspects dominants du stade anal. L'enfant peut satisfaire sa mère en laissant sortir à l'endroit et au moment où celle-ci le souhaite. Il peut également s'opposer à elle en retenant, c'est le développement d'un sentiment de toute-puissance chez l'enfant. C'est la mère qui imprimera la notion de saleté et le sentiment de dégoût, créant chez l'enfant l'assimilation de ses rejets à un plaisir défendu, à l'interdit. L'enfant peut concevoir la rétention comme une opposition à la mère. L'expulsion est une expression de l'agressivité.
C'est une transition vers un niveau affectif plus complexe durant laquelle l'enfant passe de l'expérimentation du clivage (succession / alternance de sentiments opposés vis-à-vis d'un même objet) à celle de l'ambivalence (mélange de sentiments opposés ressentis simultanément de manière entremêlée).

## Karl Abraham
Cette section ne s'appuie pas, ou pas assez, sur des sources secondaires ou tertiaires indépendantes du sujet.

Pour l'améliorer, ajoutez-en, ou placez des modèles {{Source secondaire souhaitée}} ou {{Source secondaire nécessaire}} sur les passages mal sourcés. (décembre 2023)
Karl Abraham divise le stade sadique-anal, marquant nettement la différence entre le plaisir de déféquer, et celui de la rétention propre à l'enfant après apprentissage de la propreté. Il nommera le premier « stade d'expulsion » et le second « stade de rétention ». Ces deux sous-organisations du développement libidinal infantile seront fortement liées à l'aspect de destructivité inhérent au sadisme qui est le second penchant de ce stade d'après Freud.

## Stade anal et psychopathologie
Cette section ne s'appuie pas, ou pas assez, sur des sources secondaires ou tertiaires indépendantes du sujet.

Pour l'améliorer, ajoutez-en, ou placez des modèles {{Source secondaire souhaitée}} ou {{Source secondaire nécessaire}} sur les passages mal sourcés. (décembre 2023)
Selon la théorie freudienne, le stade anal, composant de la formation de la libido, est impliqué plus particulièrement dans les régressions sadiques anales comme la paranoïa et la névrose obsessionnelle[réf. nécessaire]. Karl Abraham y inclut la mélancolie, forme de fixation sadique anale, au même titre que la névrose obsessionnelle.

#### Textes de référence
- Karl Abraham, dans Œuvres complètes,
  - Tome 1 : 1907–1914, Paris, Payot, coll. «Sciences de l'homme», 1989,  (ISBN 2228881376)
  - Tome 2 : 1915–1925, Payot, 1989,  (ISBN 2228881384)